# Chung kết Cúp FA 2014
Trận chung kết Cúp FA 2014 là trận chung kết thứ 133 của Cúp FA, giải đấu bóng đá lâu đời nhất thế giới. Trận đấu là cuộc so tài giữa hai câu lạc bộ Arsenal và Hull City tại sân vận động Wembley ngày 17 tháng 5 năm 2014. Đây là lần xuất hiện đầu tiên của Hull City trong một trận chung kết cúp FA, trong khi Arsenal san bằng kỷ lục 18 lần góp mặt trong các trận chung kết của Manchester United. Đây là lần đầu tiên kể từ năm 2010 trận chung kết cúp FA diễn ra sau khi giải bóng đá Ngoại hạng Anh hạ màn.
Mỗi câu lạc bộ cần năm trận thắng để tiến vào chung kết. Arsenal đánh bại ba đối thủ tại giải đấu và cần tới loạt sút luân lưu để hạ gục nhà đương kim vô địch Wigan Athletic. Ngược lại những đối thủ của Hull City đều từ các hạng đấu thấp hơn, họ chơi một trận đá lại ở vòng năm khi đối đầu Brighton & Hove Albion.
Arsenal đã giành chiến thắng trận đấu qua đó lập nên kỷ lục 11 lần vô địch giải đấu sau khi hiệp phụ kết thúc. Hull ghi hai bàn trong mười phút đầu trận với các pha lập công của James Chester và Curtis Davies, nhưng Arsenal lội ngược dòng với những bàn thắng của Santi Cazorla và Laurent Koscielny để gỡ hòa, đưa trận đến hết thời gian thi đấu chính thức. Aaron Ramsey ghi bàn ở phút thứ 11 từ cuối thời gian hiệp phụ.
Vì Arsenal đủ điều kiện tham dự Champions League bởi thứ hạng của họ ở giải ngoại hạng, Hull City đã lọt vào vòng sơ loại thứ ba của UEFA Europa League 2014-15; tuy nhiên do một thay đổi trong điều luật của UEFA, đây là mùa giải cuối cùng đội á quân sẽ tham dự Europa League nếu đội vô địch đủ điều kiện góp mặt ở cúp châu Âu.

## Đường đến chung kết
Cúp FA là giải đấu cúp đầu tiên của làng bóng đá Anh. Nó lần đầu được tổ chức ở mùa 1871-72 với chỉ 15 đội góp mặt; sự phát triển của thể thao và những thay đổi cấu trúc của giải đấu khiến mùa 2013-14 có tới 373 đội tham dự. Nếu trận đấu kết thúc bất phân thắng bại, một trận đá lại sẽ có hiệu lực, thường diễn ra ở sân nhà của đội làm khách trong trận lượt đi.

### Arsenal
| Vòng                                                           | Đối thủ               | Tỉ số             |
| -------------------------------------------------------------- | --------------------- | ----------------- |
| 3                                                              | Tottenham Hotspur (n) | 2–0               |
| 4                                                              | Coventry City (n)     | 4–0               |
| 5                                                              | Liverpool (n)         | 2–1               |
| 6                                                              | Everton (n)           | 4–1               |
| BK                                                             | Wigan Athletic (tl)   | 1–1 (hp) 2–4 (pđ) |
| Từ khóa: (n) = Sân nhà; (k) = Làm khách; (tl) = Sân trung lập. |                       |                   |

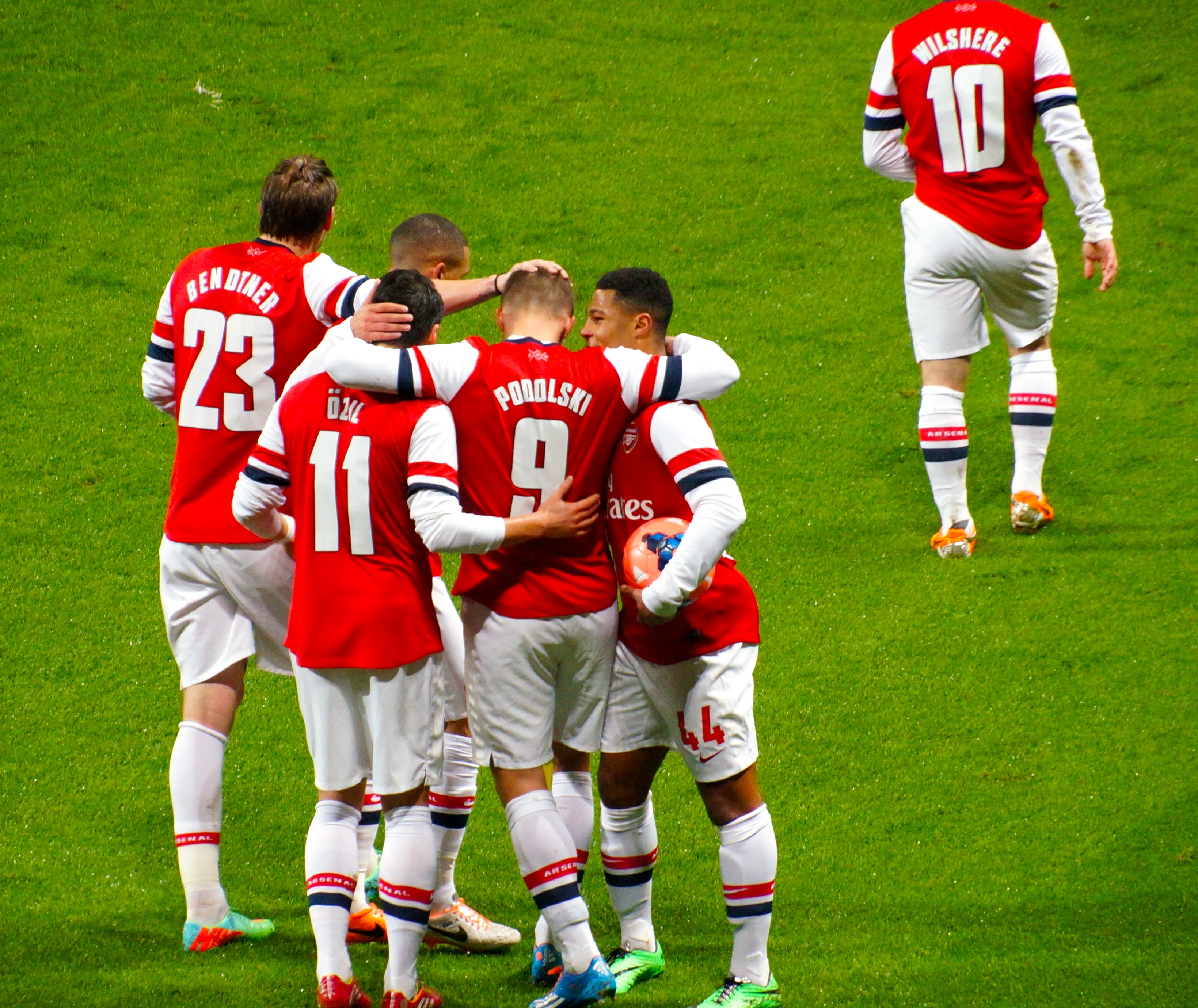
Các cầu thủ Arsenal ăn mừng bàn thắng của Lukas Podolski vào lưới Coventry City.

Vì cả Arsenal và Hull City đều là những câu lạc bộ chơi ở giải ngoại hạng nên họ bắt đầu thi đấu ở vòng ba của giải. Hành trình bảo vệ chức vô địch của Pháo thủ bắt đầu với trận sân nhà tiếp đón đại kình địch vùng Bắc Luân Đôn Tottenham Hotspur. Những bàn thắng của Santi Cazorla và Tomáš Rosický ở khoảng thời gian hiệp một giúp Arsenal thắng 2-0, trận đấu bị phá hỏng bởi chấn thương dài hạn của cầu thủ chạy cánh Theo Walcott. Ở vòng bốn đội trạm chán Coventry City của giải hạng nhất Anh tại sân vận động Emirates. Pháo thủ thắng 4-0, trong một đêm mà Henry Winter ghi chú, "Tất cả những người hâm mộ đều đã được một tràng cười khi một vài ánh đèn pha phụt tắt sau một sự cố điện."
Ở vòng năm, Arsenal giành chiến thắng vất vả trước Liverpool trên sân nhà. Alex Oxlade-Chamberlain ghi bàn mở tỉ số chỉ trong 15 phút đầu trận, trước khi Podolskhi nhân đôi cách biệt. Steven Gerrard lập công trên chấm phạt đền trước khi tỉ số chung cuộc kết thúc là 2-1.
Ở vòng sáu, Pháo thủ một lần nữa trở lại sân nhà đón tiếp Everton. Họ đại thắng 4-0 với ba bàn thắng đến trong 10 phút cuối trận. Trong trận bán kết trên sân vận động Wembley, Arsenal thủ hòa đội đương kim vô địch cúp FA Wigan Athletic. Trận đấu kết thúc với tỉ số 1-1 sau thời gian hiệp phụ với pha lập công muộn của Per Mertesacker để bù đắp cho quả phạt mà anh gây ra, giúp cho Jordi Gómez ghi bàn đưa Wigan vượt lên dẫn trước. Arsenal tiến vào trận chung kết sau khi thắng 4-2 trên loạt sút luân lưu, trong đó Łukasz Fabiański cản phá thành công hai quả phạt đền và tất cả các cầu thủ Arsenal còn lại đều hoàn thành tất cả cú sút trong đó có cả Cazorla. Chiến thắng này còn giúp Pháo thủ đạt được thành tích trong mùa Cúp FA 1949-50, nơi họ lọt vào trận chung kết mà chưa từng rời London.

### Hull City
| Vòng                                                           | Đối thủ                                               | Tỉ số   |
| -------------------------------------------------------------- | ----------------------------------------------------- | ------- |
| 3                                                              | Middlesbrough (k)                                     | 0–2     |
| 4                                                              | Southend United (k)                                   | 0–2     |
| 5 Đá lại                                                       | Brighton & Hove Albion (k) Brighton & Hove Albion (n) | 1–1 2–1 |
| 6                                                              | Sunderland (n)                                        | 3–0     |
| BK                                                             | Sheffield United (tl)                                 | 5–3     |
| Từ khóa: (n) = Sân nhà; (k) = Sân khách; (tl) = Sân trung lập. |                                                       |         |

Hull City hòa sân khách với Middlesbrough và có tới chín sự thay đổi người vào đội hình vốn phải chơi nhiều trận trước. Mục tiêu bàn thắng của Aaron McLean và Nick Proschwitz đảm bảo chiến thắng 2-0. Matty Fryatt đã ghi tất cả các bàn thắng trong trận thắng ở vòng bốn của Hull trước Southend United của Football League Two.
Ở vòng tiếp theo, Hull chạm trán đội bóng đến từ Football League Championship là Brighton & Hove Albion. Tiền đạo Leonardo Ulloa giúp Brighton vượt lên dẫn trước trong hiệp đầu tiên, nhưng Yannick Sagbo của Hull đã cân bằng tỉ số chỉ trong năm phút cuối trận. Vì không có thêm bàn thắng nào nữa, dấu nối đã được tái hiện trên sân vận động KC khi Hull thắng chung cuộc 2-1.

## Bên lề
Việc Arsenal xuất hiện trong trận chung kết cúp FA lần thứ 18 giúp họ cân bằng kỷ lục số lần góp mặt của Manchester United. Kỷ lục về số trận thắng bởi một câu lạc bộ cũng thuộc về Arsenal sau chiến thắng của đội, khi Manchester United đoạt cúp ở 11 mùa giải riêng biệt và Pháo thủ có 10 thắng lợi trước đó (1930, 1936, 1950, 1971, 1979, 1993, 1998, 2002, 2003 and 2005). Tuy nhiên Hull City cũng có lần góp mặt đầu tiên trong một trận chung kết cúp FA kể từ khi câu lạc bộ thành lập năm 1904.
Trong trận chung kết Arsenal mặc bộ trang phục sân nhà truyền thống đỏ và trắng, đồng thời sử dụng phòng thay đồ của đội nhà, trong khi cổ động viên của Pháo thủ được phân bố ở khán đài Tây của sân vận động. Cổ động viên Hull City xếp ở khán đài Đông và đội chơi trong trang phục sân nhà màu đen hổ phách.

## Thông tin trận đấu

### Nhân sự
Arsenal thiếu vắng những cầu thủ tấn công bị chấn thương dài hạn là Theo Walcott và Serge Gnabry, trong khi đội trưởng Thomas Vermaelen và Alex Oxlade-Chamberlain đối mặt với các bài kiểm tra thể lực muộn. Trong khi Vermaelen ngồi trên băng ghế dự bị thì Oxlade-Chamberlain buộc phải bỏ lỡ trận chung kết.
Hai đối tác tiền đạo Shane Long và Nikica Jelavić đều không đủ điều kiện thi đấu bởi trước đó họ góp mặt ở giải đấu lần lượt trong màu áo West Bromwich Albion và Everton. Paul McShane, James Chester, Sone Aluko và Robbie Brady đối mặt với các bài kiểm tra thể lực, trong khi đội chứng kiến sự trở lại trong khung gỗ của Allan McGregor sau chấn thương bàn chân.

### Tóm tắt thi đấu

#### Hiệp một

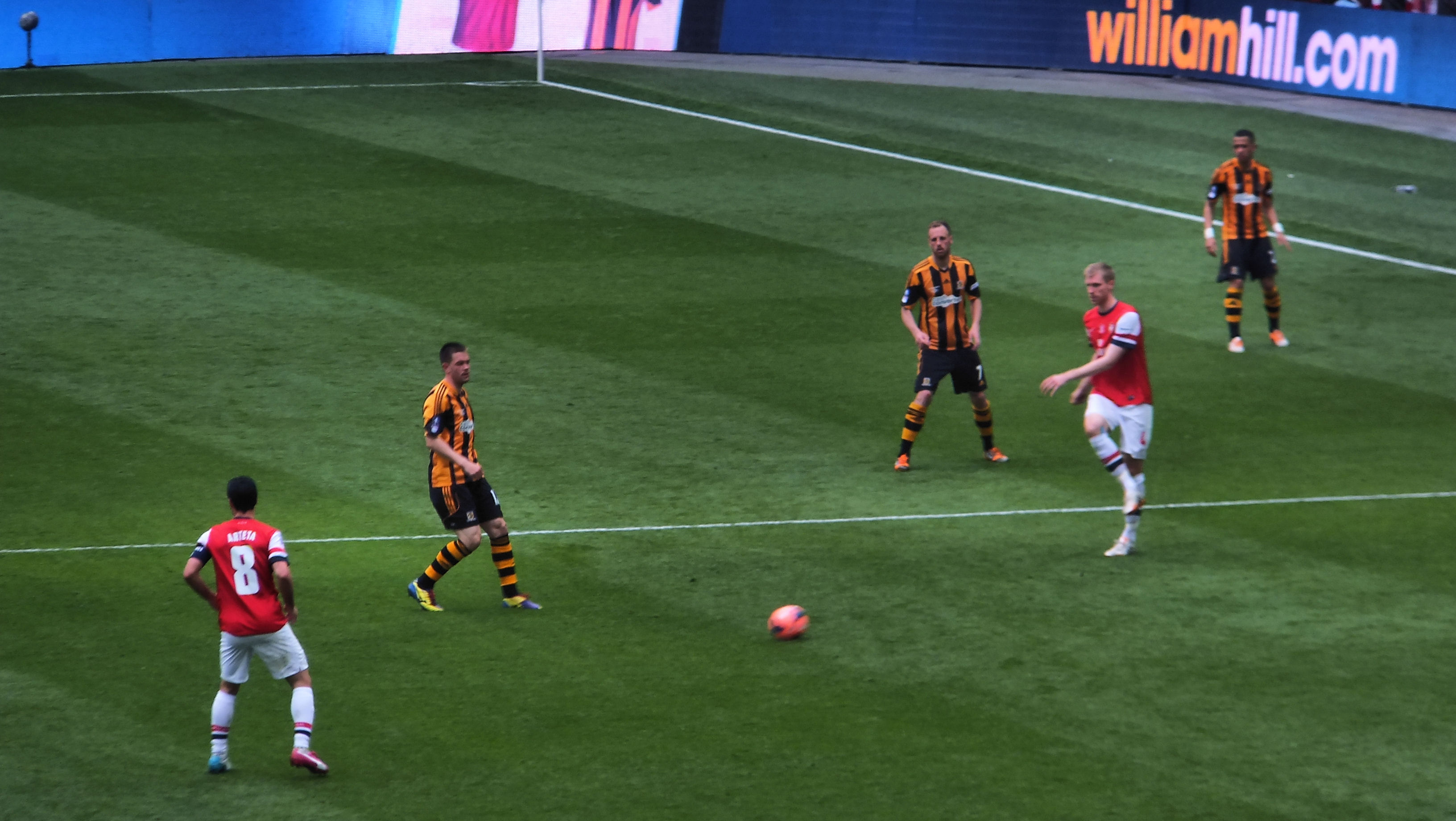
Arsenal kiểm soát bóng đến 65% trong suốt cả trận đấu.

Hull giao bóng trong trận chung kết cúp FA lần thứ 133 và giành quyền kiểm soát thế trận trong vài phút đầu trận. Ở gần phút thứ bốn, Hull giành một quả phạt góc do Stephen Quinn chuyền tới Tom Huddlestone ở rìa vòng cấm địa. Huddlestone cố gắng vô-lê đưa bóng tới vị trí của James Chester, người dứt điểm cự ly gần đưa Hull City sớm vượt lên dẫn trước. Nhịp độ cao giúp Hull bắt đầu trận đấu áp đảo Arsenal, và bốn phút sau bàn thắng đầu tiên họ tiếp tục có bàn thắng tiếp theo. Ahmed Elmohamady nhận một quả phạt trực tiếp và đưa bóng vào vòng cấm địa. Tình huống này gây tranh cãi bởi Arsenal tin rằng anh đã có quả phạt vài thước ngay trước khi pha phạm lỗi diễn ra. Tuy nhiên trái bóng được Quinn nhặt ở xa vòng cấm địa, người vượt qua Aaron Ramsey và chuyền bóng vào trước khung thành, nơi trung vệ Alex Bruce băng vào đánh đầu. Thủ môn Arsenal Łukasz Fabiański băng ra gạt bóng khỏi đội trưởng Hull và trung vệ đồng hương Curtis Davies tỉa bóng vào góc xa khung thành. Hull gần như đã có được bàn thắng thứ ba khi cú đánh đầu của Bruce bị hậu vệ của Arsenal Kieran Gibbs phá bóng ngay trên vạch vôi. Thay vào đó Pháo thủ lại có bàn thắng ở phút thứ 16, đội giành một quả phạt ở rìa vòng cấm địa của Hull, trong đó Santi Cazorla bắn phá bức tường của Hull và đưa bóng vào góc xa khung thành. Trong phần lại của hiệp một, rất hiếm cơ hội tạo ra và Hull duy trì lợi thế dẫn trước của họ khi bước vào giờ nghỉ.

#### Hiệp hai
Khi bắt đầu hiệp hai, Arsenal lên phong độ cao và tạo thế trận cân bằng. Họ bị trọng tài Lee Probert từ chối hai quả phạt đền trước khi họ có được bàn thắng cân bằng ở phút 71 với trung vệ Laurent Koscielny băng vào từ quả tạt góc của Bacary Sagna. Ở phút 79, Gibbs có cơ hội để đưa Pháo thủ vươn lên khi anh đánh bại được thủ môn Allan McGregor, nhưng anh không thể sút trúng mục tiêu khi sút vọt xà. Arsenal có một cơ hội nữa cho một bàn thắng quyết định ở phút bù giờ nhưng cú sút của Olivier Giroud bị McGregor cản phá.

#### Hiệp phụ
Arsenal có vẻ là đội chơi tốt hơn trong phần lớn hiệp phụ khi tạo ra vô số cơ hội. Giroud dứt điểm chạm xà ngang còn Ramsey liên tục bắn phá khung thành buộc McGregor phải trổ tài. Bốn phút khi bước vào hiệp phụ thứ hai, Arsenal vượt lên dẫn trước sau cú sút chìm của Ramsey vào góc gần từ pha giật gót của Giroud. Khi trận đấu còn bốn phút, Hull có cơ hội gỡ hòa khi Sone Aluko tận dụng pha trượt chân của Per Mertesacker, vượt qua Fabiański và tung ra cú sút vào vòng cấm địa từ một góc rất hẹp nhưng chỉ khiến bóng đi chệch khung thành. Ba phút sau Aluko có thêm một cơ hội nữa khi dứt điểm vào góc nhưng bị thủ thành Fabiański cứu thua đúng lúc. Một phút sau, ông Probert thổi còi mãn cuộc với chiến thắng 2-1 dành cho Pháo thủ, đưa đội bóng đến chức vô địch đầu tiên của họ sau chín năm kể từ khi đánh bại Manchester United trên chấm phạt đền trong trận chung kết Cúp FA 2005.

### Kết quả chi tiết
| Arsenal                                   | 3–2 (s.h.p.) | Hull City              |
| ----------------------------------------- | ------------ | ---------------------- |
| Cazorla 17' · Koscielny 71' · Ramsey 109' | Chi tiết     | Chester 4' · Davies 8' |

| Arsenal | Hull City |

| TM               | 21 | Łukasz Fabiański  |     |      |
| HV               | 3  | Bacary Sagna      |     |      |
| HV               | 4  | Per Mertesacker   |     |      |
| HV               | 6  | Laurent Koscielny |     |      |
| HV               | 28 | Kieran Gibbs      |     |      |
| TV               | 8  | Mikel Arteta (c)  |     |      |
| TV               | 16 | Aaron Ramsey      |     |      |
| TV               | 19 | Santi Cazorla     |     | 106' |
| TV               | 11 | Mesut Özil        |     | 106' |
| TV               | 9  | Lukas Podolski    |     | 61'  |
| TĐ               | 12 | Olivier Giroud    | 85' |      |
| Dự bị:           |    |                   |     |      |
| TM               | 1  | Wojciech Szczęsny |     |      |
| HV               | 5  | Thomas Vermaelen  |     |      |
| HV               | 17 | Nacho Monreal     |     |      |
| TV               | 7  | Tomáš Rosický     |     | 106' |
| TV               | 10 | Jack Wilshere     |     | 106' |
| TV               | 20 | Mathieu Flamini   |     |      |
| TĐ               | 22 | Yaya Sanogo       |     | 61'  |
| Huấn luyện viên: |    |                   |     |      |
| Arsène Wenger    |    |                   |     |      |

| TM               | 1  | Allan McGregor    |     |      |
| HV               | 27 | Ahmed Elmohamady  |     |      |
| HV               | 6  | Curtis Davies (c) | 86' |      |
| HV               | 4  | Alex Bruce        |     | 67'  |
| HV               | 5  | James Chester     |     |      |
| HV               | 2  | Liam Rosenior     |     | 102' |
| TV               | 14 | Jake Livermore    |     |      |
| TV               | 8  | Tom Huddlestone   | 60' |      |
| TV               | 7  | David Meyler      | 70' |      |
| TV               | 29 | Stephen Quinn     |     | 75'  |
| TĐ               | 12 | Matty Fryatt      |     |      |
| Dự bị:           |    |                   |     |      |
| TM               | 22 | Steve Harper      |     |      |
| HV               | 3  | Maynor Figueroa   |     |      |
| HV               | 15 | Paul McShane      |     | 67'  |
| TV               | 10 | Robert Koren      |     |      |
| TV               | 17 | George Boyd       |     | 102' |
| TĐ               | 20 | Yannick Sagbo     |     |      |
| TĐ               | 24 | Sone Aluko        |     | 75'  |
| Huấn luyện viên: |    |                   |     |      |
| Steve Bruce      |    |                   |     |      |

| Cầu thủ xuất sắc nhất trận - Aaron Ramsey (Arsenal) Trọng tài chính thức - Trợ lý trọng tài: - Jake Collin (Liverpool) - Mick McDonough (Northumberland) - Trọng tài thứ tư: Kevin Friend (Leicestershire) - Trọng tài thay thế: Simon Bennett (Staffordshire) | Luật - 90 phút (chính thức). - 30 phút hiệp phụ nếu tỷ số hòa trong thời gian thi đấu chính thức. - Đá luân lưu 11m nếu hòa trong cả thời gian thi đấu chính thức và hiệp phụ. - 7 cầu thủ trên ghế dự bị. - 3 quyền thay thế. |

### Thống kê
| Thống kê       | Arsenal | Hull City |
| -------------- | ------- | --------- |
| Sút bóng       | 26      | 12        |
| Sút cầu môn    | 7       | 4         |
| Kiểm soát bóng | 65%     | 35%       |
| Phạt góc       | 7       | 3         |
| Lỗi            | 17      | 18        |
| Việt vị        | 4       | 0         |
| Thẻ vàng       | 1       | 3         |
| Thẻ đỏ         | 0       | 0         |

## Phản ứng

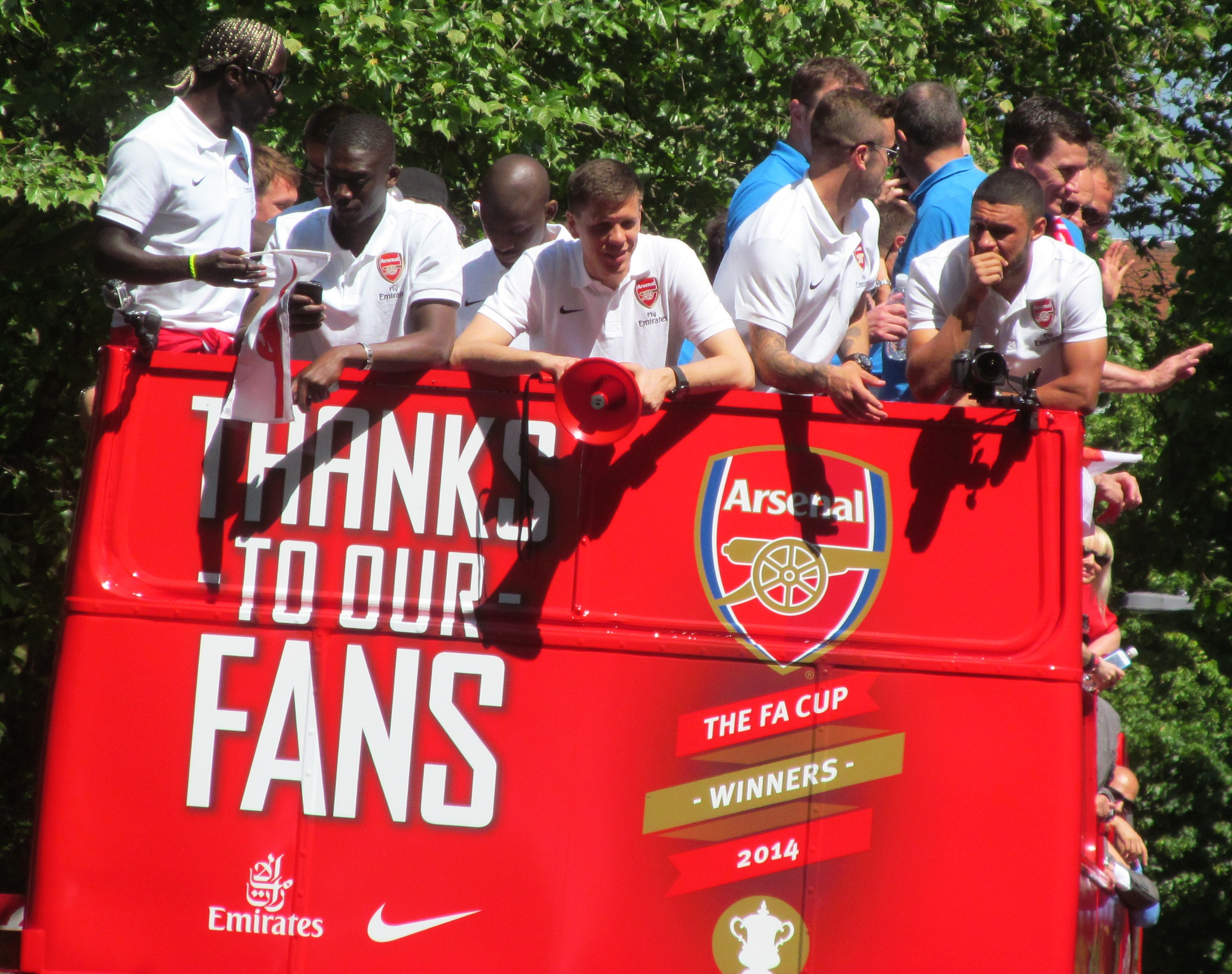
Những cầu thủ Arsenal trong chuyến diễu hành chiếc cúp trên nóc xe buýt.

Một phiên bản mới của cúp FA đã được chọn để trao lần đầu tiên cho những nhà vô địch của chung kết 2014. Nặng hơn hai phiên bản trước đó của chiếc cúp, phiên bản này được tạo bởi 925 viên kim loại bạc. Nó cao 61,5 xentimét (24,2 in) và nặng 6,3 kilôgam (13 lb 14 oz). Được ủy quyền năm 2013, nó thay thế một chiếc cúp lần đầu trao cho Liverpool trong chung kết cúp FA 1992 và là phiên bản thứ ba của chiếc cúp. Cơ sở của chiếc cúp cũ chứa tên của những nhà vô địch được giữ lại. Sau khi đoạt cúp, Arsenal đã đem cúp đi diễu hành từ nóc chiếc xe buýt bắt đầu vào ngày 18 tháng 5, từ sân vận động Emirates đến Islington Town Hall ở phố Upper phía Bắc London.
Trận đấu được phát sóng trực tiếp tại Vương quốc Anh bởi cả ITV và BT Sport. ITV cung cấp dịch vụ phát sóng miễn phí và BT Sport 1 là đài trả tiền. ITV tổ chức số lượng lớn nhóm người xem - lượng khán giả cao nhất vào khoảng 10.1 triệu lượt người xem (52.1% lượt chia sẻ). Lượng rating cũng tăng lên trong trận chung kết của mùa giải năm ngoái, đạt 9.4 triệu (42%). Lượng theo dõi trung bình của BT Sport là 250,000 người xem (1.8%). Vùng phủ sóng trận chung kết bắt đầu trên ITV lúc 3 giờ chiều và đạt trung bình 5.4 triệu (50%).